# Gir
De gir of gyr is een rundveeras dat van oorsprong uit Gujarat (India) komt. Het ras wordt vooral gehouden voor de melk. In India wordt het ras gekruist met andere rassen, waaronder de Red Sindhi en de Sahiwal. Het ras is ook veel naar Zuid-Amerika geëxporteerd. In Brazilië en andere Zuid-Amerikaanse landen wordt de Gir veel gebruikt omdat hij als Bos indicus beter resistent is tegen hoge temperaturen en tropische ziekten. In Brazilië wordt het ras vaak gekruist met de Holstein-Friesian om de Girolando te fokken.
In 2003 bedroeg het aantal gir in de regio Saurashtra ongeveer 915.000 exemplaren, ofwel 37% van de rundveestapel in die regio. In Brazilië werden er in 2010 zo'n 5 miljoen exemplaren geteld.